# Krakendorf
Krakendorf ist ein Ortsteil der Stadt Blankenhain im Landkreis Weimarer Land, Thüringen.

## Geografie

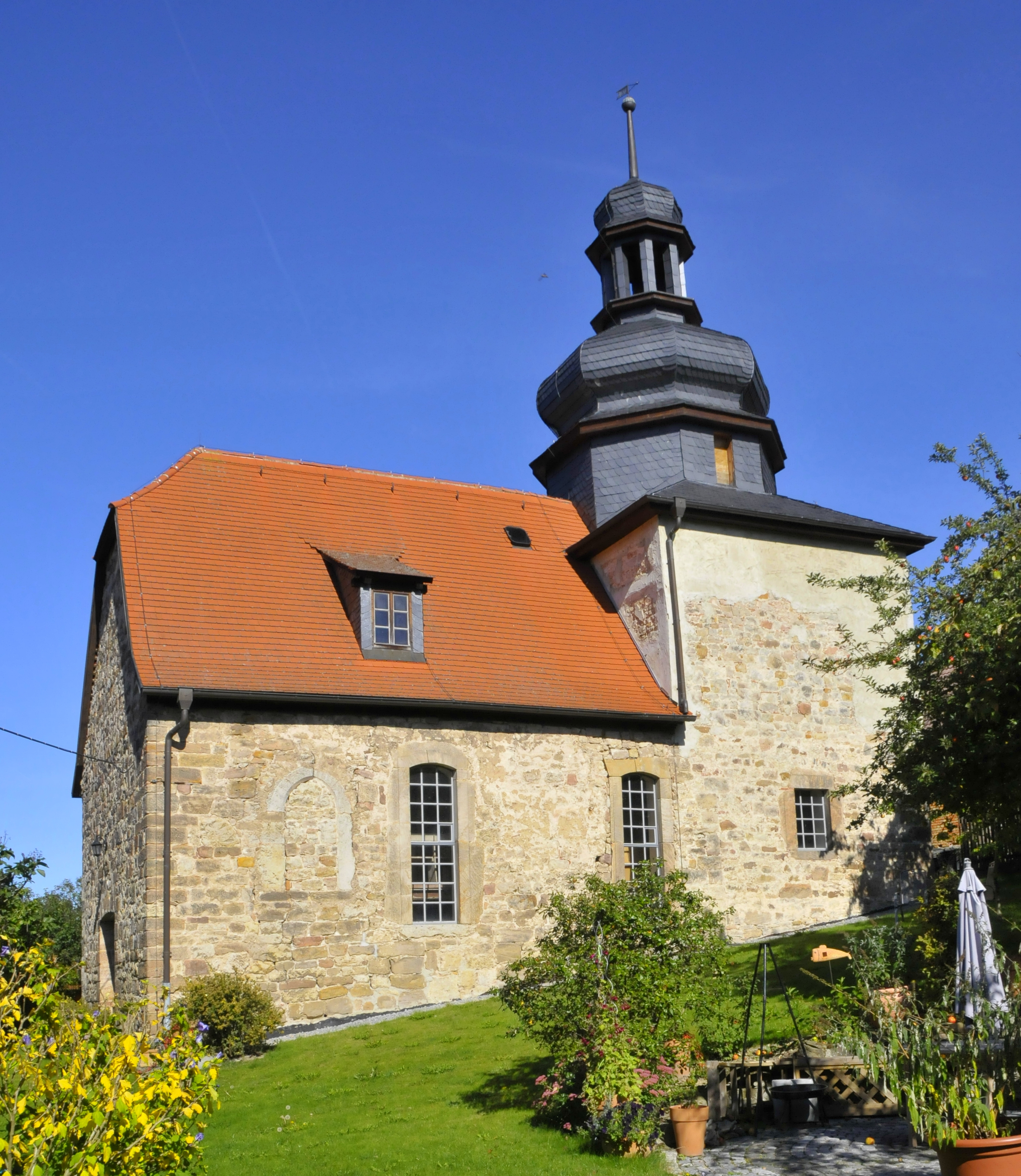
Dorfkirche

Krakendorf liegt in einem Nebental der Schwarza am Anfang der rainartigen natürlichen Terrasse der Hochebene. Die Straße von Lengefeld über Hochdorf und Thangelstedt führt durch den Ort. Etwa 1 km weit ist es bis zur Landesstraße 1060 Blankenhain-Tannroda. Bis Blankenhain ist es 3,5 km weit.

## Geschichte
Am 28. April 1217 war die urkundliche Ersterwähnung des Ortes. Stein- und bronzezeitliche Funde beweisen eine frühe Besiedlung der Gegend.
Die zum Ort gehörende Siedlung  Trauschenmühle liegt außerhalb des Dorfes. Die Kinder beider Siedlungen gehen nach Blankenhain in die Schule. Der Ort war und ist landwirtschaftlich geprägt.
1742 erhielt die Kirche eine Orgel aus der Werkstatt von Johann Christoph Schmaltz aus Wandersleben.